# Туркмены в Таджикистане
Туркмены в Таджикистане (туркм. Tajikistan türkmenleri, тадж. Туркманҳои Тоҷикистон) — одно из крупнейших национальных меньшинств Таджикистана.   
Проживают преимущественно в джамоате им. Гарди Гулмуродова района Дусти, также в районах Шахритус, Джайхун и Кубодиён Хатлонской области. Занимаются в основном выращиванием винограда.   
В 2022 году Туркменистан начал строительство школы имени Махтумкули с туркменским языком обучения на 540 мест в селе имени Эргаша Султонова района Дусти.   

## Численность
Численность туркмен по данным переписи 2010 года составила 15171 (и в 2022 году — до 25 тыс.) человек. Помимо родного туркменского языка владеют также таджикским и русским. 

## История
История таджикских туркмен, в том числе и их генетические корни, тесно связаны с туркменами Туркменистана. Как в средние века, так и в новейшее время переезд туркмен из Таджикистана в Туркменистан и из Туркменистана в Таджикистан был обычным явлением. В отдельных таджикских городах образовались целые кварталы, заселённые туркменами и получившие свои названия по их происхождению. Например, из ранее существовавшего бекства Шерабат образовалось 12 туркменских поселений, в самом крупном из них жили туркмены — шыхы. Поэтому его и называют «Шых оба» — (Паттакасар). В велаяте Горгандепе, на левом берегу реки Вахш, начиная с Узын до Йылыкел, на протяжении 12-15 километров расположились туркменские села. Одно из них называлось Гаратуркмен, где проживало племя эрсары. Туркмены Йылыкёлли были тесно связаны с туркменами восточного региона Таджикистана и даже роднились, выдавая замуж дочерей и женив на девушках Йыллыкёлли своих сыновей. Также занимались торговым ремеслом. Спустя многие века таджикские туркмены перешли в другие места Средней Азии и смешались с узбеками, что сильно повлияло на их численность. Влияние туркмен на таджикскую культуру велико: в отдельных областях таджики шьют ковры с туркменскими узорами.
В 1994 году в Таджикистане было создано Туркменское культурное общество. Сегодня оно зарегистрировано как зарубежное отделение Гуманитарной ассоциации туркмен мира. Представители туркменской диаспоры неоднократно приезжают в Туркменистан, активно участвуют в конференциях, фестивалях и других культурных мероприятиях, проводимых Гуманитарной ассоциацией туркмен мира.
19 февраля 2004 года в дайханском хозяйстве им. Э.Султанова был открыт первый в Таджикистане туркменский культурно-информационный центр.